# Drechselschnecken
Die Drechselschnecken (Acteonidae) sind eine Familie eher kleiner, ausschließlich mariner Schnecken in der Ordnung der Kopfschildschnecken (Cephalaspidea). Die weltweit verbreiteten räuberischen Schnecken haben eine solide äußere Schale.

## Merkmale
Drechselschnecken haben eine kräftige, recht solide äußere Schale mit bis zu 8 Umgängen, in die sie sich im Gegensatz zu den meisten anderen Hinterkiemern ganz zurückziehen können. Ein horniges Operculum ist stets vorhanden.
Der Kopfschild bildet ein Paar anterolateraler Lappen und ein Paar posterolateraler Segel, die einen Teil der Schale bedecken können. Es werden aber keine Parapodial-Lappen gebildet. Der hintere Mantellappen ist unauffällig. Der Mantel ist in der Schale zu einem spiraligen Blindsack verlängert. In der Mantelhöhle befindet sich eine Kieme. Der große Penis der zwittrigen Tiere kann nicht zurückgezogen werden. Kaumagenplatten fehlen. Die Radula der nordatlantischen Arten hat eine große Anzahl besonders kleiner Zähne. Das Nervensystem ist verdrehtnervig.
Die Schnecken der Familie Acteonidae ernähren sich als Fleischfresser von Polychaeten.
Die Schnecken sind Zwitter, die sich mit ihren Penissen gegenseitig begatten. Aus den Eiern schlüpfen Veliger-Larven, die sich von Plankton ernähren und später zu Jungschnecken metamorphosieren.

## Beispielarten
Zu den Acteonidae gehört unter anderen die Drechselschnecke (Acteon tornatilis), die sich in der Nordsee vor allem von den Röhrenwürmern Lanice conchilega und Owenia fusiformis ernährt.

Zu den Actinoidae gehört auch die Gattung Trochactaeon, welche zu den typischen Fossilien Kreide der Gosau-Gruppe und der Nördlichen Kalkalpen gehört. Diese treten lokal massenhaft auf, stellenweise auch gesteinsbildend. 

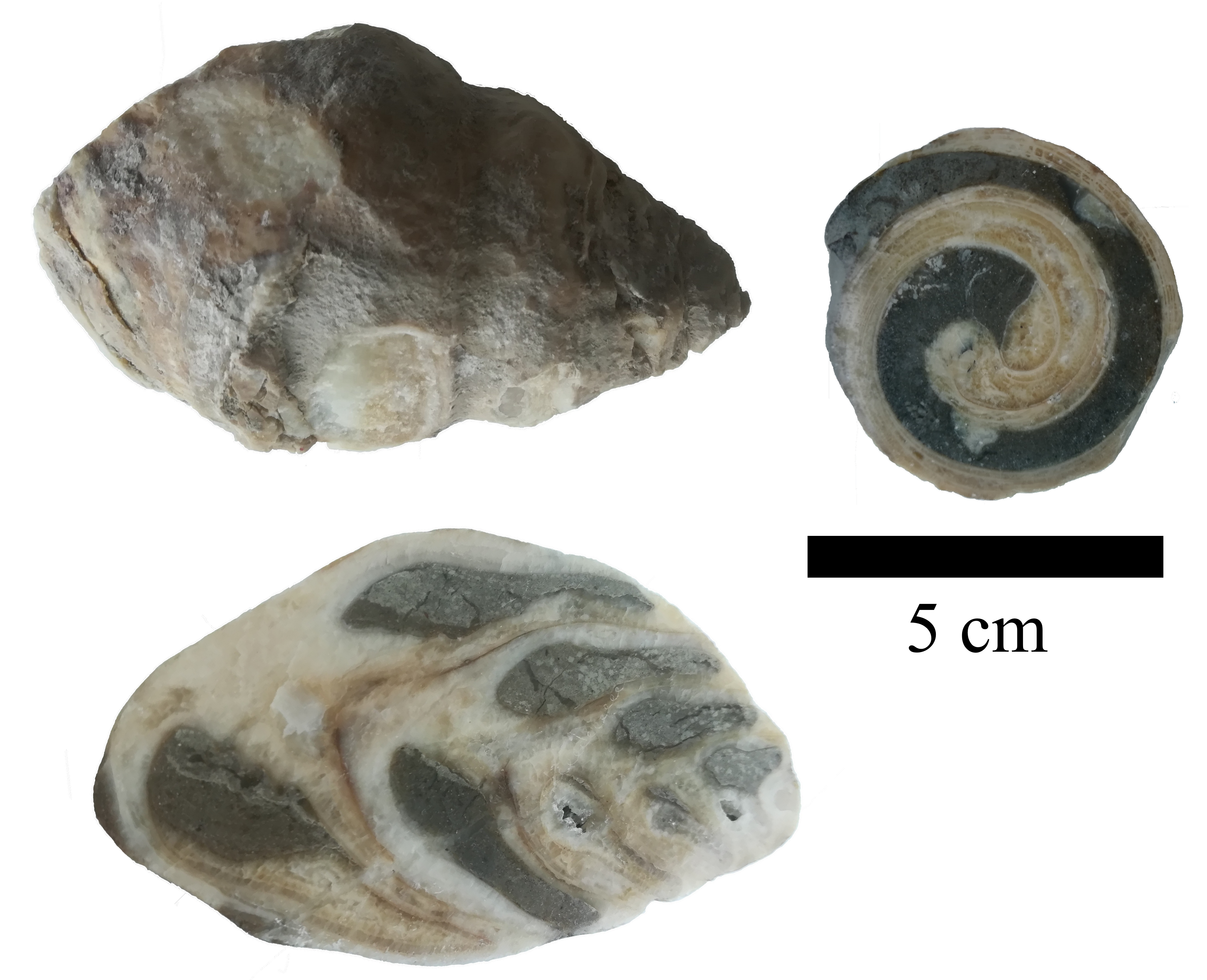
Drei Exemplare von Trochactaeon conicus gleicher Größe und unterschiedlicher Schnittebenen. Oberkreide der Gosau-Gruppe, Rußbach. Alter ca. 100 Ma.

## Systematik
Zur Familie gehören 28 Gattungen:
- Acteon Montfort, 1810
- Acteonina d’Orbigny, 1850 †
- Bathyacteon Valdés, 2008
- Bulimactaeon Cossmann, 1892 †
- Callostracon Repetto & Bianco, 2012
- Colostracon Hamlin, 1884 †
- Crenilabium Cossmann, 1889
- Hemiauricula Deshayes, 1853 †
- Inopinodon Bouchet, 1975
- Japonactaeon Is. Taki, 1956
- Maxacteon Rudman, 1971
- Mysouffa Marcus, 1974
- Neactaeonina Thiele, 1912
- Nucleopsis Conrad, 1865 †
- Obrussena Iredale, 1930
- Ongleya Finlay & Marwick, 1937 †
- Ovulactaeon Dall, 1889
- Pseudactaeon Thiele, 1925
- Punctacteon Kuroda & Habe, 1961
- Pupa Röding, 1798
- Rapturella Salvador & Cunha, 2016
- Rictaxis Dall, 1871
- Superstes Finlay & Marwick, 1937 †
- Tenuiactaeon Aldrich, 1921
- Tornatellaea Conrad, 1860
- Triploca Tate, 1893
- Volvaria Lamarck, 1801 †
- Wangacteon Stilwell, 1993 †